# Fort de Saint-Julien
Le fort de Saint-Julien, rebaptisé Feste Manteuffel en allemand, est un ouvrage militaire situé près de Metz. Il fait partie de la première ceinture fortifiée des forts de Metz et connut son baptême du feu, fin 1944, lors de la bataille de Metz.

## Contexte historique
La première ceinture fortifiée de Metz se compose des forts de Saint-Privat (1870), de Queuleu (1867), des Bordes (1870), de Saint-Julien (1867), Gambetta, Déroulède, Decaen, de Plappeville (1867) et du Saint-Quentin (1867), la plupart inachevés ou simplement à l’état de projet en 1870, lorsque la Guerre Franco-prussienne éclate. Pendant l’Annexion qui suit cette guerre, Metz, dont la garnison allemande oscille entre 15 000 et 20 000 hommes au début de la période, et dépasse 25 000 hommes avant la Première Guerre mondiale, devient progressivement la première place forte du Reich allemand.

## Construction et aménagements
Le fort de Saint-Julien est situé sur les hauteurs de Saint-Julien-lès-Metz et surplombe la ville de Metz et la vallée de la Moselle. Le fort est conçu dans l’esprit des « forts détachés », concept développé par le lieutenant-colonel du génie Raymond Adolphe Séré de Rivières en France et par Hans Alexis von Biehler en Allemagne. Le but était de former une enceinte discontinue autour de Metz faite de forts d’artillerie espacés d’une portée de canons. Les travaux débutent en 1867. Le fort n’est pas achevé en 1870, quand la guerre éclate entre la France et l’Allemagne. Le système défensif est complété et perfectionné par les ingénieurs allemands entre 1871 et 1891. Le fort, de forme pentagonale, est bastionné. À demi enterré derrière un système défensif en talus, la caserne principale est conçue pour résister aux tirs d’artillerie. le fort est entouré d’un système de douves sèches, évoquant les fortifications de Vauban.

## Affectations successives
Durant l’annexion de l’Alsace-Lorraine, le fort devient un camp d’entraînement pour les troupes impériales allemandes. À partir de 1890, la relève dans les forts est assurée par les troupes du XVIe Corps d’Armée stationnées à Metz et à Thionville. De 1914 à 1918, il sert de relais pour les soldats allemands montant au front. Réinvesti par l’armée française en 1919, le fort est repris vingt ans plus tard par les Allemands. L’armée allemande réinvestit en effet les lieux pendant la Seconde Guerre mondiale, lors de la seconde annexion. Début septembre 1944, les troupes allemandes réorganisent sa défense, et l’intègrent au dispositif défensif mis en place autour de Metz. Après la Seconde Guerre mondiale, le fort est désaffecté. De nos jours le fort est devenu un domaine privé qui abrite toujours un restaurant (Restaurant du fort) dans un cadre paisible et réaménagé.

## Seconde Guerre mondiale
Fin août 1944, au début de la bataille de Metz, le commandement allemand l’intègre au dispositif défensif mis en place autour de Metz. Le 2 septembre 1944, Metz est déclarée forteresse du Reich par Hitler. La place forte doit donc être défendue jusqu’à la dernière extrémité par les troupes allemandes, dont les chefs ont tous prêté serment au Führer. Le lendemain, 3 septembre 1944, le général Krause, alors commandant de la place forte de Metz, établit son Oberkommando, le poste de commandement principal, dans la caserne du fort Alvensleben. Le jour même, les troupes du général Krause prennent position sur une ligne allant de Pagny-sur-Moselle à Mondelange, en passant à l’Ouest de Metz par Chambley, Mars-la-Tour, Jarny et Briey. Après un premier repli opéré le 6 septembre 1944, les lignes allemandes s’appuient maintenant solidement sur les forts de Metz.
L’offensive américaine, lancée le 7 septembre 1944 sur la ligne ouest des forts de Metz tourne court. Les troupes américaines s’arrêtent finalement sur la Moselle, malgré la prise de deux têtes de ponts au sud de Metz. Buttant contre des forts mieux défendus qu’elles ne le pensaient, les troupes américaines sont maintenant à bout de souffle. Le général McLain, en accord avec le général Walker, décide de suspendre les attaques, en attendant de nouveaux plans de l’état-major de la 90e Infantry Division. Lorsque les hostilités reprennent, après un mois pluvieux, les soldats de la 462e Volks-Grenadier-Division tiennent toujours solidement les forts de Metz, même si les ravitaillements se font plus difficilement, sous les tirs d’artillerie et des bombardements fréquents.
En guise de prélude à l’offensive sur Metz, le 9 novembre 1944, l'Air Force envoie pas moins de 1 299 bombardiers lourds B-17 et B-24 déverser 3 753 tonnes de bombes, de 1 000 à 2 000 livres, sur les ouvrages fortifiés et les points stratégiques situés dans la zone de combat de la IIIe armée. La plupart des bombardiers ayant largué leurs bombes sans visibilité, à plus de 20 000 pieds, les objectifs militaires ont souvent été manqués. A Metz, les 689 chargements de bombes destinés à frapper sept forts de Metz, désignés comme des cibles prioritaires, ne font que des dégâts collatéraux, prouvant une fois de plus l’inadéquation des bombardements massifs sur des objectifs militaires.
Dans le brouillard matinal du 18 novembre 1944, le Colonel Bacon donne le signal de l’attaque au 2e Bataillon du 378e Infantry Regiment sur le fort Saint-Julien. Sa position de verrou sur la route principale de Metz en fait un objectif incontournable. Le bataillon d’assaut encercle silencieusement le fort et attaque à 7h00 précise. La route qui descend vers Metz est alors tenue par une compagnie de la 462e Volks-Grenadier-Division, que l’artillerie de campagne américaine déloge finalement des maisons en contrebas, achevant l’encerclement du fort aux alentours de midi. Chars et canons automoteurs américains prennent alors position autour du fort. Pendant une heure, les obusiers de 240-mm de la Task force tirent sans relâche, préparant l’attaque de l’infanterie. Les soldats de la 378e Infantry Regiment se lancent alors dans une brèche, à l’arrière du fort, mais sont pris sous le feu de mitrailleuses. Deux chars légers fournissent un tir de couverture, pendant qu’un tank destroyer prend position à proximité et tire sur l’entrée du fort, qui pourtant résiste. Finalement, un canon automoteur de 155 mm parvient à faire sauter la porte d’entrée. En l’absence d’armement lourd, les 200 soldats allemands de la 462e Volks-Grenadier-Division sont pris au piège dans l’enceinte du fort. Ils ne peuvent plus rien contre la puissance de feu américaine. Le lendemain matin, dans la brume de ce 19 novembre 1944, le petit détachement de la 462e Volks-Grenadier-Division accepte finalement de se rendre aux troupes américaines.
Le fort Jeanne-d’Arc fut le dernier des forts de Metz à déposer les armes. La résistance allemande, déterminée, les intempéries et les inondations, inopportunes, ainsi qu’une tendance générale à mésestimer la puissance de feu des fortifications de Metz, ont contribué à ralentir l’offensive américaine, donnant l’occasion à l’armée allemande de se retirer en bon ordre vers la Sarre. L’objectif de l’état-major allemand, qui était de gagner du temps en fixant le plus longtemps possible les troupes américaines en avant de la ligne Siegfried, sera donc largement atteint.